# Llop III Centul
Llop III Centul fou duc de Gascunya, probable fill de Centul al seu torn possible fill de Llop II.
A la mort de Sanç I Llop de Gascunya i del seu germà Garcia Llop comte de Dax, en lluita contra els musulmans (816), es va produir a Gascunya un buit de poder. Pipí d'Aquitània, nomenat rei d'aquest territori no fou coronat rei fins al 30 de juliol del 817 a Aquisgrà i aprofitant aquest temps Llop III s'hauria proclamat duc amb el suport del seu germà Garcia I Centul. Pipí a la seva tornada al regne va combatre els rebels, contra els que va enviar (818) a Berenguer de Tolosa (comte nomenat el 816) i Guerí d'Alvèrnia (comte vers 818, comte d'Autun, de Macon, de Chalon-sur-Saône, d'Arle i de Provença) que es van dirigir a Gascunya; Llop els va presentar batalla (probablement a començaments del 819) i va ser derrotat completament, perdent la major part de les seves forces, i morint el seu germà Garcia I Centul i el senyor Gersand i el duc va haver de fugir; poc després Llop III fou capturat i enviat al rei, que va celebrar una assemblea en la qual els comtes Berenguer i Guerí van actuar d'acusadors; Llop III va intentar defensar-se sense èxit i Pipí va emetre un diploma a Castillon-sur-Dordogne pel que privava a Llop III del ducat i enviada a Llop a l'exili. Pipí encara va fer una expedició personal a la zona per acabar de restablir l'orde, perquè Llop III tenia molts partidaris. Pipí va cometre diversos actes contra la noblesa vascona compromesa, desterrant o privant de beneficis a diversos senyors locals i fins i tot va arribar a assassinar al bisbe Joan d'Aush (Auch) el 820. No consta cap duc de Gascunya en els següents anys el que fa suposar que el càrrec va quedar vacant.
La seva descendència és discutida. Tradicionalment se li assignava com a fills a Centul Llop de Bearn i Donat Llop de Bigorra, com indica l'apòcrifa carta d'Alaó. Christian Settipani diu que fou l'avi d'un Llop I de Bigorra, que fou el pare de Ramon II de Pallars-Ribagorça, comte de Pallars, d'Unifred, de Dadilda de Pallars (esposa de Garcia Ximenes) i de Donat II Llop de Bigorra. Centul Llop de Bearn estaria emparentat amb la nissaga però no és clar el seu lligam.